# Orthonyx
Orthonyx és un gènere d'ocells, únic de la família dels ortoníquids (Orthonychidae), a l'ordre dels passeriformes. Habita al terra de boscos humits a Nova Guinea i est d'Austràlia.

## Taxonomia
Se n'han descrit tres espècies dins aquest gènere.
- Orthonyx temminckii - ortònix australià.
- Orthonyx novaeguineae - ortònix de Nova Guinea.
- Orthonyx spaldingii - ortònix de Spalding.